# Universidade Católica de El Salvador
A Universidade Católica de El Salvador (UNICAES) é uma instituição privada de ensino superior salvadorenha, fundada em 13 de abril de 1982, administrada pela Diocese Católica de Santa Ana sob a supervisão da Conferência Episcopal de El Salvador (CEDES).
Seu campus principal se encontra na cidade de Santa Ana e conta com outros campus avançados situados em Ilobasco e em Metapán.